# Pieleszewo
Pieleszewo (kaszb. Pieleszewò) – zachodnia dzielnica Redy (dawna wieś kaszubska) położona przy północnej krawędzi Trójmiejskiego Parku Krajobrazowego w dolinie rzeki Redy. Główną osią komunikacyjną dzielnicy jest ulica Wejherowska w ciągu drogi krajowej nr 6. Połączenie z centrum miasta i innymi miejscowościami aglomeracji trójmiejskiej umożliwiają autobusy wejherowskiej lub gdyńskiej komunikacji miejskiej (linie nr "8" i "J") i przystanek trójmiejskiej SKM "Reda Pieleszewo". Na południe od osiedla znajduje się obszar geomorfologicznego rezerwatu "Dolina Pieleszewska".

## Historia
Wieś królewska w starostwie puckim w powiecie puckim województwa pomorskiego w II połowie XVI wieku.
Dawniej samodzielna gmina jednostkowa, po I wojnie światowej w woj. pomorskim, początkowo w powiecie wejherowskim, od 1928 roku w powiecie morskim. 1 kwietnia 1929 zniesiono gminę Pieleszewo, włączając ją do gminy jednostkowej Reda
Od 1934 w nowo utwrzonej zbiorowej gminie gmina Wejherowo, jako część gromady Redy, gdzie Reda (z Pieleszewem) utworzyła gromadę.
Po wojnie ponownie w Polsce, w woj. gdańskim; Pieleszewo, obok Redy, stanowiło nadal jedną z dwóch miejscowości gromady Redy w gminie Wejherowo. W 1951 powiat morski przemianowano z powrotem na wejherowski. W związku z reformą administracyjną Polski jesienią 1954 Reda (z Pieleszewem) weszła w skład nowo utworzonej gromady Reda w tymże powiecie i województwie. Gromadę Reda zniesiono 1 stycznia 1956 w związku z nadaniem jej statusu osiedla, przez co Pieleszewo stało się integralną częścią Redy. 1 stycznia 1967 Reda otrzymała prawa miejskie, w związku z czym Pieleszewo stało się obszarem miejskim.